# 阿斯特魯普角
64°43′S 63°11′W / 64.717°S 63.183°W
阿斯特魯普角是南極洲的海岬，位於帕默群島的溫克島北端，由比利時探險隊發現，以挪威探險家命名，現時由南極條約體系管理。